# 塞利湖
46°57′31″N 8°34′19″E / 46.95861°N 8.57194°E

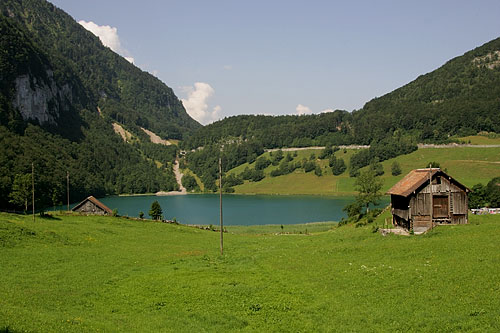

塞利湖（Seelisbergsee），是瑞士的湖泊，位於該國中部，由烏里州負責管轄，處於琉森湖西南面，長0.8公里、寬0.4公里，面積0.02平方公里，海拔高度738米，最大水深37米。